# Andreas Horlitz
Andreas Horlitz (* 11. Juni 1955 in Bad Pyrmont; † 9. August 2016 in München) war ein deutscher Künstler.

## Leben
Im Jahr 1975 nahm Andreas Horlitz das Studium des Graphik-Design in der Abteilung Design und Medien der Fachhochschule Hannover in der Klasse für Fotografie bei Heinrich Riebesehl auf und setzte es von 1976 bis 1980 als Studium in den Fächern Visuelle Kommunikation/Fotografie an der Gesamthochschule Essen bei Otto Steinert und Erich vom Endt fort.
Von 1980 bis 1983 war er wissenschaftlicher Mitarbeiter der Fotografischen Sammlung im Museum Folkwang, Essen.
1985 bezog Horlitz ein Studio in Köln. Von 1985 bis 1989 hatte er einen Lehrauftrag für Farbfotografie an der Fachhochschule für Kunst und Design, Köln inne, von 1986 bis 1991 war er Dozent für Fotografie an der Europäischen Akademie für Bildende Kunst in Trier. Seit 1993 hatte Andreas Horlitz sein Studio in München.

## Werke

### Allgemeines
Andreas Horlitz hat sich, ausgehend von seiner fotografischen Praxis, schon früh selbstreflexiv und medienkritisch mit den Möglichkeiten der technischen Bilderzeugung auseinandergesetzt. In immer neuen Medien und Formen hat er so ein Œuvre geschaffen, das bildliche Präzision und handwerklich-technische Perfektion mit einer zutiefst nachdenklichen künstlerischen Haltung vereint. Wesentliche Charakteristika seiner Arbeiten sind ihre buchstäbliche Vielschichtigkeit und die Integration von Codes, Schrift- und Zeichensystemen.
Bedeutende Museen und Kunstsammlungen wie die Bayerische Staatsgemäldesammlungen, das Kunstmuseum Stuttgart, das Mönchehaus Museum Goslar, die Sammlung Deutsche Bank, die DZ BANK Kunstsammlung, das Sprengel Museum Hannover, die Staatliche Kunstsammlungen Dresden sowie die Sammlung des Goethe-Instituts sind im Besitz von Arbeiten von Andreas Horlitz.

### Fotoserien
In den frühen fotografischen Serien ging Horlitz noch weitgehend dokumentarisch an seine Themen heran. Dabei betonte er die verfremdenden Effekte des Farbfilmmaterials, von Blitzlicht und ungewohnten Ausschnitten (Deutsche Feste, 1978–80) oder ergänzte additiv collagierend gespenstisch leere, nächtliche Stadtansichten mit Standbildern aus dem laufenden Fernsehprogramm (Essen, Frühling 1981). Damit rührte er bereits an die engen Grenzen der fotografischen Programmatik vom „entscheidenden Augenblick“ wie auch der vermeintlichen Objektivität der Reportagefotografie, die er multimedial aufbrach.

### Kopiermontagen
Mit der Serie Ardèche (1983–87) etablierte Horlitz die Technik der von ihm so genannten „Kopiermontagen“, in denen schon auf dem fotografischen Negativ zwei Motive ganz unterschiedlichen Ursprungs übereinanderkopiert werden. In der Ardèche-Serie sind das dokumentarische Fotos einer Reise, die mit Wörtern in weißer, serifenloser Schrift überblendet werden, die in keinem erkennbaren Zusammenhang mit dem Bildmotiv stehen. Damit erzeugte der Künstler einen semantischen Bruch, eine nicht aufzulösende Spannung zwischen Bild- und Schriftsprache, die er dem Betrachter als kaum lösbares Rätsel präsentierte.
1985 beginnt mit der Serie Reconnaissance die Reihe der bis zuletzt fortgesetzten Kopiermontagen, in denen bildsprachliche Elemente, vornehmlich Symbole und Piktogramme, an die Stelle der Schriftsprache traten. Sie bildeten die zweite Ebene zu motivischem Material, das Horlitz nun nicht mehr selbst fotografierte, sondern reproduzierend aus dem unendlichen Bilderfundus unserer Gegenwart schöpfte.

### Leuchtkästen
Mit der Werkreihe Lexicon begann 1987 Horlitz’ Auseinandersetzung mit dem Medium Leuchtkasten – in der Regel ein rückwärtig beleuchtetes Großdia in metallenem Kastenrahmen. Diese Technik sorgt, insbesondere in Kombination mit dem Cibachrome (später Ilfochrome)-Material für äußerste Farbsättigung, hohe Brillanz und eine enorme bildliche Präsenz.
Horlitz fertigte vor starkfarbigen monochromen Hintergründen in Blau, Rot oder Gelb „Porträts“ von Gegenständen an, die als Prototyp ihrer Gattung stehen können, seien es Revolver, künstliche Fingernägel, Einlegesohlen, Kettenhemden, Puzzleteile oder ein Bumerang. Sie stehen wie ein Bild gewordener Begriff für das Ding an sich. Wobei die starke primärfarbige Fläche im Hintergrund die Plastizität des Motivs hervorhebt und zugleich den Bildcharakter des jeweiligen Artefakts betont.

### Spiegelbilder
Eine weitere große Werkgruppe bilden seit 1987 die Bilder mit Spiegeln als Material, Medium und Motiv. Das sich aufdrängende Thema der Selbsterkenntnis wird dabei erweitert um Aspekte der wissenschaftlichen Welterkenntnis. So fand Horlitz immer neue Möglichkeiten, naturwissenschaftliche bildgebende Verfahren, wie sie in der Astrophysik, der Molekularbiologie oder der Genetik Verwendung finden, für eigene bildliche Ideen zu nutzen; beispielsweise die Darstellung von DNA-Sequenzen als das eigentliche, Identität stiftende Porträt-Medium zu verwenden und es mit dem Bild des Betrachters zu verschmelzen, meist in Form bedruckter, gravierter und teilverspiegelter Gläser, die dem Künstler als Bildträger dienten (Text DNA, 1997; Autoportrait DNA, 1998).
Die 2011 begonnene Serie Conterfey verwendete photographische Porträts, um sie als Platindruck auf hinterlegtem Spiegel in feiner Rasterung wiederzugeben und zugleich im sich spiegelnden Umraum zum Verschwinden zu bringen.

### Palimpsest
Einen Ausnahmefall stellt die Serie Palimpsest (seit 2002) dar, die die Technik der Spiegelarbeiten mit den Leuchtkästen verbindet, um daraus noch komplexer geschichtete Bilder zu gewinnen. In Form von Tischvitrinen präsentiert, bilden sie ein Ensemble von übercodierten, enigmatischen Lichtbildern, die sich unterschiedlichster Quellen bedienen, aber stets einen Bezug zum Ort ihrer Aufstellung besitzen: Bedeutende Bibliotheken bilden zugleich den Ausstellungsrahmen wie auch den Materialfundus für Horlitz’ bildliche Interventionen, wie z. B. die Herzog August Bibliothek in Wolfenbüttel oder die Bibliothek des Benediktinerstifts Admont.
Da die Serie sukzessiv für jeden neuen Ausstellungsort erweitert und angepasst wurde, kann sie auch zur Gruppe der ortsspezifischen Arbeiten in Horlitz’ Œuvre gerechnet werden.

### Arbeiten in situ
Nicht nur mit den Techniken der Bilderzeugung, sondern auch mit der Art und Weise ihrer Präsentation hat sich Horlitz schon früh auseinandergesetzt und so insbesondere im Medium des Leuchtkastens ortsbezogene Installationen geschaffen, wie das Siemens Fotoprojekt 1 in Amberg (1987) oder Instrumentarium (1995) im Münchner Stadtmuseum.
Über diese temporären Eingriffe hinausgehend, entwickelten sich zunehmend in-situ-Arbeiten, die dauerhaft am jeweiligen Ort installiert wurden. Die formale Bezugnahme auf den architektonischen Rahmen ging dabei einher mit einer intensiven Auseinandersetzung seitens des Künstlers mit den inhaltlich-thematischen Besonderheiten des Ortes, seien es Privathäuser, Geschäftsgebäude, Ämter oder Kirchen.
Diverse Varianten der Leuchtkasten-, der Glasgravur- und Spiegeltechnik kamen dabei vorwiegend zum Einsatz und ermöglichten es Andreas Horlitz, seine bildlichen Ideen in ganz anderen Dimensionen zu verwirklichen. Prägnanteste Beispiele hierfür sind der doppelseitig teilverspiegelte Zaun aus Sicherheitsglas um das Hauptquartier von Europol in Den Haag (Interdependance, 2011) mit einer Länge von 250 Metern und das 4,70 mal 13 Meter messende Kapellenfenster Credo (2008) für das Dominikuszentrum in München.

## Ausstellungen

### Einzelausstellungen (Auswahl)
- 1980: Museum Folkwang, Essen
- 1983: Forum Stadtpark, Graz
- 1987: Transfer, Lichtraum Claasen & Matz, Köln
- 1987: Siemens Fotoprojekt, 14 Leuchtkästen / Ilfochrome in drei Werkhallen, Siemens-Gerätewerk, Amberg
- 1991: Galerie Alfred Kren, Köln
- 1993: KunstRaum Klaus Hinrichs, Trier
- 1993: Tertium Comparationis, Kunstverein München
- 1994: Galerie Thomas von Lintel, München
- 1995: Instrumentarium, 14 Leuchtkästen / Ilfochrome, sechs Abteilungen des Münchner Stadtmuseums
- 1996: Lexicon Sprengel Museum
- 1997: Mercurius Vivus (Gemeinschaftsprojekt mit weiteren Installationen von Jon Groom und Steve Scott) Zentralinstitut für Kunstgeschichte, München
- 1998: Goethe-Institut, Kuala Lumpur (Malaysia), Singapur und Artothek Köln
- 2000: Galerie Raab, Berlin
- 2001: Palimpsest, Installation mit sieben Tischvitrinen, Herzog August Bibliothek, Wolfenbüttel
- 2005: Palimpsest II, Installation mit zehn Tischvitrinen, Benediktinerstift Admont, Steiermark
- 2005: Galerie Hachmeister, Münster
- 2006: upk Universitäre Kliniken, Basel
- 2007: Palimpsest III, Installation mit zehn Tischvitrinen, Katholische Akademie in Bayern, München
- 2011: Galerie Hirschmann, Berlin
- 2011/12: Equilibrium Kunstmuseum Ahlen
- 2012: Galerie Florian Trampler, München
- 2016: Galerie Biedermann, München

### Gruppenausstellungen (Auswahl)
- 1983: Die Fotografische Sammlung, Museum Folkwang, Essen
- 1988: Augen-Blicke. Das Auge in der Kunst des 20. Jahrhunderts, Kölnisches Stadtmuseum und Villa Stuck, München
- 1988: Fotovision-Projekt. Fotografie nach 150 Jahren, Sprengel Museum Hannover
- 1988: Fotovision-Projekt. Fotografie nach 150 Jahren, Kunstraum im Messepalast, Wien
- 1988: Fotovision-Projekt. Fotografie nach 150 Jahren, Museum für Gestaltung Zürich
- 1989: Die Verfahren der Fotografie, Museum Folkwang, Essen
- 1991: Das Sammeln, die Sammler, aus drei Privatsammlungen zur Fotografie, Museum Folkwang, Essen
- 1992: Wasteland, Foto-Biennale, Rotterdam
- 1995: Der Zweite Blick, Haus der Kunst, München
- 1996: Lichtbilder – Leuchtkästen, Galerie Wittenbrink, München
- 2000: Bilder die noch fehlten, Deutsches Hygiene-Museum, Dresden
- 2001: Unter der Haut, Stiftung Wilhelm Lehmbruck Museum, Duisburg
- 2002: DNArt, Kunsthaus Meran,
- 2002: Editions-Multiples, Galerie Lelong, Zürich
- 2004: Portrait ohne Antlitz, Kunsthalle zu Kiel
- 2006: Dormir, rever ... et des autres nuits, CAPC musee d’art contemporain, Bordeaux
- 2006: Medizin in der zeitgenössischen Kunst: Diagnose [Kunst], Kunstmuseum Ahlen
- 2007: In the Beginning, Deutsche Gesellschaft für christliche Kunst, München
- 2007: Mein Gen das hat fünf Ecken, Zentrum für Kunst und Medientechnologie, Karlsruhe
- 2008: Fokus Bibliothek – Focus Library, Benediktinerstift Admont, Museum für Gegenwartskunst, Admont, Steiermark
- 2008: Stille Zeichen, Villa Streccius, Pfälzischer Kunstverein, Landau
- 2012: Kunst trotz(t) Armut, documenta-Halle, Kassel
- 2013: Kleiden / Verkleiden, Museum Folkwang, Essen

### Permanente Installationen
- 1991: Leo/Gemini, Emons Verlag, Köln
- 1993: Bibliothek, Lesesaal des Zentralinstitutes für Kunstgeschichte, München
- 1994: Der Garten von Las Fosses (Gemeinschaftsprojekt mit weiteren Installationen von Jon Groom und Markus Heinsdorff) Park der Domaine Las Fosses, Aquitaine, Frankreich
- 1994: Prinzip, Konferenzraum des Klinikums rechts der Isar, München
- 1998: Text DNA, Uniplan Art Collection, Kerpen
- 1998: Index, Agentur für Arbeit, Sangerhausen
- 2000: Transcriptum, Baerlocher, München
- 2000: Cyclus, Gerling Industrie Service West, Düsseldorf; seit 2010 im Wissenschaftszentrum / Universitäre Psychiatrische Kliniken Basel
- 2001: PanoramaWWK-Hauptverwaltung, München
- 2004: Polygramm, Privatsammlung, Schweiz
- 2006: Simulacrum, E.ON Energie, München
- 2007/08: Credo, großformatiges Kirchenfenster, Dominikuszentrum, München
- 2009: Labyrinth, Vierteilige Installation mit teilverspiegelten Gläsern, Dominikuszentrum, München
- 2009: Text DNA I.K., Privatsammlung
- 2009: Metamorphose I, IMGM Laboratories GmbH, Martinsried bei München
- 2011: Impuls, Kinderhaus Lichtblick, München
- 2011: Interdependence, Europol Headquarters, Den Haag
- 2013: DNA Montgelas Park, Montgelas Park, München

## Preise, Stipendien, Auszeichnungen
- 1981: Otto-Steinert-Preis der Deutschen Gesellschaft für Photographie, Köln
- 1983: Stipendium des Deutsch-Französischen Jugendwerkes, Bad Honnef und Paris
- 1989: Ateliers Kunst & Complex, Rotterdam
- 1989/90: Stipendium der Jan van Eyck Academie, Maastricht
- 1991: Künstlerhaus Villa Waldberta, Feldafing
- 1993: Atelierstipendium des Kulturreferates der Landeshauptstadt München
- 1996 Stipendium der Erwin-und-Gisela-von-Steiner-Stiftung, München
- 1997/98: Reisestipendium des Goethe-Instituts, Ausstellungen und Tutorials, als „artist in residence“ in Kuala Lumpur (Malaysia) und Singapur